# José Alvarenga Júnior
José Alvarenga Júnior (Rio de Janeiro, 8 de julho de 1955) é um diretor de TV e cinema brasileiro.

## Biografia
Começou na área da publicidade, fazendo diversos comerciais como Coca-Cola e afins. Durante toda sua carreira profissional, atuou na Rede Globo ou em projetos ligados a ela, como filmes da produtora Globo Filmes. Dirigiu também o seriado A Diarista, no qual sua esposa Helena Fernandes, com quem teve dois filhos, Antonio e Lucas Alvarenga, atuava como a personagem Ipanema de Jesus, ou apenas Ipanema. Em 2009 foi o diretor geral do seriado Força Tarefa.
Botafoguense declarado, sempre declara seu amor ao clube através de menções nos filmes e seriados produzidos. No filme "A Princesa Xuxa e os Trapalhões" previu, através de um adesivo, que o Botafogo seria campeão em 2010. O Botafogo ganhou a Taça Guanabara, Taça Rio e se tornou Campeão Carioca 2010.
Atualmente é o diretor da série global, estrelado por Marcelo Adnet, O Dentista Mascarado.
Foi considerado pela Revista Época um dos 100 brasileiros mais influentes do ano de 2009.

## Filmografia

### Televisão
- Você Decide, seriado (1992 - 2000)
- Sai de Baixo, seriado (1996 - 2002)
- A Justiceira, minissérie (1997)
- Mulher, seriado (1998 - 1999)
- Os Normais, seriado (2001 - 2003)
- Os Aspones, seriado (2004)
- Os Amadores, seriado (2005, 2006 e 2007)
- Minha Nada Mole Vida, seriado (2006 - 2007)
- A Diarista, seriado (2003 - 2007)
- Força Tarefa, seriado (2009 - 2011)
- Separação?!, seriado (2010)
- Divã, seriado (2011)
- Macho Man, seriado (2011)
- Malhação Conectados, novela (2011)
- Malhação 2012 , novela (2012)
- Como Aproveitar o Fim do Mundo, seriado (2012)
- O Dentista Mascarado, seriado (2013)
- O Caçador, seriado (2014)
- Malhação 2014, novela (2014)
- Chapa Quente, seriado (2015)
- Supermax, seriado (2016)

### Cinema
- Os Heróis Trapalhões - Uma Aventura na Selva (1988)
- O Casamento dos Trapalhões (1988)
- A Princesa Xuxa e os Trapalhões (1989)
- O Mistério de Robin Hood (1990)
- Os Trapalhões e a Árvore da Juventude (1991)
- Zoando na TV (1999)
- Os Normais - O Filme[2] (2003)
- Divã (2009)
- Os Normais 2 - A Noite Mais Maluca de Todas (2009)
- Cilada.com[3][4] (2011)
- 10 Segundos Para Vencer (2018)[5][6]
- Intimidade Entre Estranhos (2018)

### Roteirista
1. Zoando na TV (1999)

### Assistente de direção
1. Os Fantasmas Trapalhões (1987)